# Твои глаза
«Твои глаза» — песня украинской певицы Светланы Лободы, выпущенная 6 сентября 2016 года на лейбле Sony Music Entertainment. Авторами песни стали Игорь Майский, Рита Дакота и сама исполнительница. Песня стала настоящим хитом и одной из самых успешных в репертуаре певицы, она возглавила радиочарты России и СНГ, получила платиновую сертификацию и номинации на множество музыкальных премий.

## Предыстория и релиз
Композиция была написана молодым украинским автором Игорем Майским в 2012 году. В том же году он посетил концерт Лободы и, пробившись сквозь охрану, даже сумел поговорить поговорить с артисткой. Лобода тогда же купила песню. Спустя некоторое время Лобода решает записать её, имея готовую музыку, она совместно с Ритой Дакотой пишет текст. Лобода впервые представила песню публике в рамках своего тура «Пора домой» осенью 2015 года.
6 сентября 2016 года песня стала доступна для цифровой загрузки и стриминга. Спустя полтора часа после релиза песня возглавила iTunes Украины, также песня возглавила чарт в России и остальных странах СНГ. На протяжении 5 недель сингл удерживал лидерство в iTunes стран СНГ.
В тот же день песня была отправлена на радиостанции. Уже на четвёртой неделе ротации песне удалось попасть в первую двадцатку лучших в чарте СНГ, а 5 декабря песня добралась до вершины, проведя на первом месте три недели. В первой десятке же песня провела почти четыре месяца. В России песня возглавила чарт 9 января, сместив «Туманы» Макса Барских. На Украине высшей позицией для песни стала вторая строчка, в лидеры её не пропустила Пинк со своим хитом «Just Like Fire». Песня стабильно держалась в чартах СНГ и России до апреля 2018 года.
24 марта 2017 года был выпущен третий студийный альбом певицы H2LO, в трек-лист которого также была включена песня «Твои глаза».

## Музыкальное видео
Музыкальное видео на песню было выпущено 9 ноября 2016 года. Его режиссёром и автором идеи стала Нателла Крапивина, оператором выступил Владимир Шкляревский, а монтаж клипа, как и всегда, Лобода выполняла самостоятельно, режиссёром пост-продакшена стал Сергей Солодкий. Главную роль исполнил Назар Грабар, хореограф её балета.
Основная идея видео заключается в том, что мужчина и женщина часто оказываются в ситуациях, когда им кажется, что они с разных планет. Видео посвящено людям, которые встретились, полюбили, но не смогли понять друг друга. «В работе мы показали, что, если люди не похожи друг на друга, строить отношения им будет очень сложно. Кто-то обязательно уйдет, как бы им ни было хорошо вместе», — так прокомментировала идею клипа Нателла Крапивина. По словам Лободы, космическая тематика видео была выбрана потому, что на тот момент она не особо сильно была затронута другими клипмейкерами.
Видеоклип на новую песню снимали в Андалусии в августе 2016 года. В течение съёмок команду преследовали проблемы. Из-за ошибки авиакомпании было утеряно четыре чемодана со всеми костюмами и реквизитом для клипа. Два дня ушло на поиски багажа в разных точках Европы. На андалусских локациях снимали множество известных фильмов, благодаря чему владельцы территорий активно завышают цены на съёмки практически «любого куста». Например, команда, предварительно оформив все необходимые документы, на площадке оказалась втянута в конфликт с арендаторами, поскольку им запретили снимать сцену на пляже, в итоге она была снята нелегально на рассвете. Когда пришёл черёд снимать сцену с ветряными мельницами, они остановились, поэтому пришлось ждать следующего дня. Также во время съёмок певица разбила раритетный мускулкар. Исполнительница назвала видео «золотым», поскольку практически все заработанные деньги были вложены в него.
По словам Крапивиной, изначально хотели снимать в Португалии, но когда узнали, что туда летит клипмейкер Алан Бадоев, чтобы снимать клип Максу Барских, остановились на Андалусии.

## Отзывы критиков
Алексей Мажаев в своём обзоре для InterMedia отметил, что от мелодии припева «отбиться» невозможно, поскольку Лобода усугубляет эффект при помощи манеры исполнения. По его словам, это вокал безошибочного универсального солдата женской поп-эстрады, воплощающего в себе разом обольстительность, душевность, стервозность, шансонность, пугачёвщину и аллегровщину. Также рецензент заявил, что песня заслуженно вывела Лободу на лидирующие позиции среди русскоязычных поп-певиц.

## Рейтинги и награды
В 2016 году песня стала 48-й самой прослушиваемой в российском Apple Music, а вот в следующем году — уже 6-й. В том же 2017 году, по данным сервиса «Яндекс.Музыка», «Твои глаза» стали самой прослушиваемой песней в российском сегменте.
Песня стала лауреатом премий «Песня года» и «Золотой граммофон». Также песня была признана самой ротируемой на премии TopHit Music Awards. Вдобавок «Твои глаза» получили номинации в категории «Лучшая песня» на премиях таких телеканалов как Муз-ТВ, RU.TV и MusicBox, однако нигде не выиграла.
В апреле 2017 года сингл получил платиновую сертификацию в России, продажи его перешагнули 200 тысяч копий.

## Чарты
| Чарт (2016—2018)                           | Высшая позиция |
| ------------------------------------------ | -------------- |
| Киев (Tophit City & Country Radio Hits)    | 1              |
| Москва (Tophit City & Country Radio Hits)  | 13             |
| Россия (TopHit City & Country Radio Hits)  | 1              |
| Россия (TopHit Radio & YouTube Hits)       | 1              |
| Россия (TopHit YouTube Hits)               | 9              |
| СНГ (TopHit Radio Hits)                    | 1              |
| Украина (FDR Top 40)                       | 1              |
| Украина (FDR UA Top 20)                    | 1              |
| Украина (TopHit City & Country Radio Hits) | 2              |
| Украина (TopHit Radio & YouTube Hits)      | 82             |

| Чарт (2016—2018)                           | Высшая позиция |
| ------------------------------------------ | -------------- |
| Киев (Tophit City & Country Radio Hits)    | 1              |
| Москва (Tophit City & Country Radio Hits)  | 16             |
| Россия (TopHit City & Country Radio Hits)  | 2              |
| Россия (TopHit Radio & YouTube Hits)       | 2              |
| Россия (TopHit YouTube Hits)               | 33             |
| СНГ (TopHit Radio Hits)                    | 1              |
| Украина (TopHit City & Country Radio Hits) | 1              |

### Годовые чарты
| Чарт (2016)                                | Позиция |
| ------------------------------------------ | ------- |
| Киев (Tophit City & Country Radio Hits)    | 57      |
| Москва (Tophit City & Country Radio Hits)  | 99      |
| Россия (TopHit City & Country Radio Hits)  | 66      |
| Россия (TopHit Radio & YouTube Hits)       | 70      |
| СНГ (TopHit Radio Hits)                    | 60      |
| Украина (TopHit City & Country Radio Hits) | 44      |
| Чарт (2017)                                | Позиция |
| Киев (Tophit City & Country Radio Hits)    | 47      |
| Москва (Tophit City & Country Radio Hits)  | 67      |
| Россия (TopHit City & Country Radio Hits)  | 20      |
| Россия (TopHit Radio & YouTube Hits)       | 18      |
| Россия (TopHit YouTube Hits)               | 17      |
| СНГ (TopHit Radio Hits)                    | 17      |
| Украина (FDR Top 40)                       | 33      |
| Украина (TopHit City & Country Radio Hits) | 39      |
| Чарт (2018)                                | Позиция |
| Москва (Tophit City & Country Radio Hits)  | 138     |
| Россия (TopHit City & Country Radio Hits)  | 116     |
| Россия (TopHit Radio & YouTube Hits)       | 106     |
| Россия (TopHit YouTube Hits)               | 159     |
| СНГ (TopHit Radio Hits)                    | 101     |
| Украина (TopHit City & Country Radio Hits) | 163     |
| Украина (TopHit Radio & YouTube Hits)      | 170     |
| Чарт (2019)                                | Позиция |
| Россия (TopHit City & Country Radio Hits)  | 179     |
| Россия (TopHit Radio & YouTube Hits)       | 193     |
| СНГ (TopHit Radio Hits)                    | 147     |
| Украина (TopHit City & Country Radio Hits) | 196     |
| Чарт (2020)                                | Позиция |
| Россия (TopHit City & Country Radio Hits)  | 144     |
| Россия (TopHit Radio & YouTube Hits)       | 175     |
| СНГ (TopHit Radio Hits)                    | 141     |
| Чарт (2021)                                | Позиция |
| Россия (TopHit City & Country Radio Hits)  | 128     |
| Россия (TopHit Radio & YouTube Hits)       | 154     |
| СНГ (TopHit Radio Hits)                    | 146     |

## Сертификации и продажи
| Регион              | Сертификация | Продажи |
| ------------------- | ------------ | ------- |
| Россия (Sony Music) | Платиновый   | 200 000 |

## Версия с Максом Барских
В 2017 году на музыкальной премии Муз-ТВ Светлана Лобода и Макс Барских вместе исполнили мэшап своих хитов «Твои глаза» и «Туманы». По просьбе поклонников студийная версия песни была выпущена 23 июня 2017 года. Он занял первое место в чартах iTunes России и Украины.

### Чарты

#### Еженедельные чарты
| Чарт (2017—18)                        | Высшая позиция |
| ------------------------------------- | -------------- |
| Россия (TopHit YouTube Hits)          | 8              |
| Россия (TopHit Radio & YouTube Hits)  | 203            |
| СНГ (TopHit Radio Hits)               | 226            |
| Украина (TopHit Radio & YouTube Hits) | 80             |

#### Ежемесячные чарты
| Чарт (2017)                  | Высшая позиция |
| ---------------------------- | -------------- |
| Россия (TopHit YouTube Hits) | 81             |

#### Годовые чарты
| Чарт (2018)                   | Позиция |
| ----------------------------- | ------- |
| Россия (TopHit YouTube Hits)  | 143     |
| Украина (TopHit YouTube Hits) | 157     |

## История релиза
| Регион | Дата            | Версия                          | Формат                      | Лейбл                    | Ист.   |
| ------ | --------------- | ------------------------------- | --------------------------- | ------------------------ | ------ |
| Мир    | 6 сентября 2016 | «Твои глаза»                    | Цифровая загрузка, стриминг | Sony Music Entertainment | [ 1 ]  |
| СНГ    | 6 сентября 2016 | «Твои глаза»                    | Радиоротация                | Sony Music Entertainment | [ 4 ]  |
| СНГ    | 17 ноября 2016  | «Твои глаза» (DJ Antonio Remix) | Радиоротация                | Sony Music Entertainment | [ 78 ] |
| Мир    | 23 июня 2017    | «ТвоиГлазаТуманы»               | Цифровая загрузка, стриминг | Sony Music Entertainment | [ 79 ] |
| СНГ    | 27 июня 2017    | «ТвоиГлазаТуманы»               | Радиоротация                | Sony Music Entertainment | [ 75 ] |